# 방태산
방태산(芳台山)은 대한민국 강원특별자치도 인제군에 있는 산이다. 가칠봉(1,241m), 응복산(1,156m), 구룡덕봉(1,388m), 주걱봉(1,444m) 등 고산준봉을 거느리고 있다.
인제군과 홍천군의 경계를 이루고, 북쪽으로 설악산, 점봉산, 남쪽으로 개인산과 접하고 있다. 긴 능선과 깊은 골짜기를 뻗고 있는 풍광이 뛰어나 《정감록》 산세에 대해 여러 번 언급하고 있다.
높이 1,300m를 넘는 봉우리만도 8개에 이르고 산아래 남쪽으로는 개인약수가, 북쪽으로는 방동약수가 유명하다.

## 미디어
- KBS 1TV : 《트레킹노트 세상을 걷다》

## 같이 보기
- 한국의 산